# Zeng Zhen
Zeng Zhen (em chinês:  曾珍; Chengdu, 28 de novembro de 1993) é uma nadadora sincronizada chinesa, medalhista olímpica. 

## Carreira
Zeng representou seu país nos Jogos Olímpicos de 2016, ganhando a medalha de prata por equipes.